# August von Mackensen
Anton Ludwig Friedrich August von Mackensen (Trossin, 6 de dezembro de 1849 – Habighorst, 8 de novembro de 1945), foi um marechal de campo alemão.  Ele comandou com sucesso durante a Primeira Guerra Mundial (1914–1918) e tornou-se um dos líderes militares mais proeminentes e competentes do Império Alemão. Após o armistício de 11 de novembro de 1918, os Aliados vitoriosos internaram Mackensen no Reino da Sérvia durante um ano. Em 1920, aposentou-se do exército. Em 1933, Hermann Göring nomeou-o conselheiro de estado prussiano. Durante a Era Nazista (1933–1945), Mackensen permaneceu um monarquista comprometido e às vezes aparecia em funções oficiais em seu uniforme da Primeira Guerra Mundial. Membros importantes do Partido Nazista suspeitavam de deslealdade, mas nada foi provado contra ele.

## Biografia

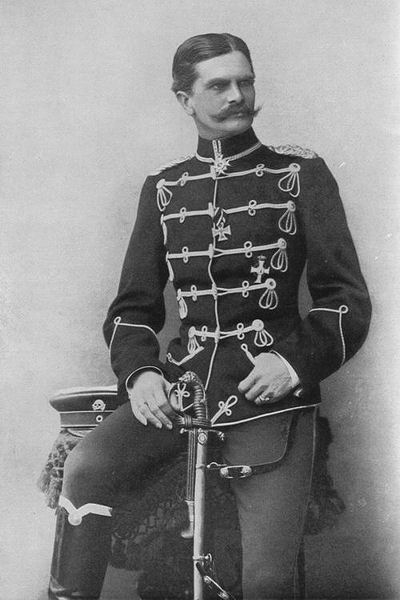
Mackensen, c. 1880

Mackensen nasceu em Haus Leipnitz, perto da aldeia de Dahlenberg (hoje parte de Trossin) na província prussiana da Saxônia, filho de Ludwig e Marie Louise Mackensen. Seu pai, um administrador de empresas agrícolas, enviou-o para um Realgymnasium em Halle em 1865, aparentemente na esperança de que seu filho mais velho o seguisse em sua profissão. 
Mackensen começou seu serviço militar em 1869 como voluntário no 2º Regimento de Hussardos da Prússia (Leib-Husaren-Regiment Nr. 2). Durante a Guerra Franco-Prussiana de 1870-1871, foi promovido a segundo-tenente e ganhou a Cruz de Ferro de Segunda Classe por liderar um ataque a uma patrulha de reconhecimento ao norte de Orleães.  Após a guerra, ele deixou o serviço militar e estudou na Universidade de Halle, mas retornou ao exército alemão em 1873 com seu antigo regimento.
Casou-se com Doris (Dorothea) von Horn, irmã de um camarada assassinado, em 1879. Seu pai,  Karl von Horn, foi o influente Oberpräsident da Prússia Oriental. Eles tiveram duas filhas e três filhos. Ele encontrou um mentor no ministro da Guerra, Julius von Verdy du Vernois.  Em 1891, Mackensen foi nomeado para o Estado-Maior em Berlim e contornou a preparação habitual de três anos na Academia de Guerra. Seu chefe, Helmuth von Moltke, considerou-o um "personagem adorável". 
Mackensen foi chamado de volta do regimento para servir como ajudante do próximo chefe, Alfred von Schlieffen (no cargo de 1891 a 1906), a quem ele considerava um grande instrutor sobre como liderar exércitos de milhões. 

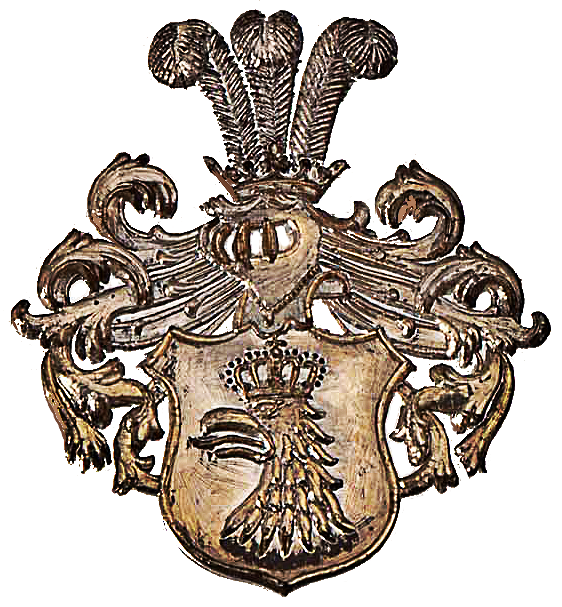
Brasão de Mackensen

Mackensen impressionou o Kaiser Guilherme II, que ordenou que Mackensen recebesse o comando a partir de 17 de junho de 1893 do 1º Regimento de Hussardos Vitalícios (Regimento Leib-Husaren Nr. 1), ao qual se tornou à la suite quando deixou o comando em 27 de janeiro de 1898 e então ele frequentemente usava o distintivo uniforme de caveira depois disso.  Mackensen ficou surpreso com seu próximo posto, como ajudante de Guilherme II, porque foi o primeiro plebeu a ocupar essa posição. Durante os três anos e meio seguintes, ele seguiu o Kaiser e conheceu os altos e poderosos da Alemanha, do resto da Europa e do Médio Oriente. Seus filhos compartilhavam aulas de ginástica com os Kaiser. Mackensen foi enobrecido no 40º aniversário do Kaiser, 27 de janeiro de 1899, e tornou-se August von Mackensen. 
Em seguida, recebeu o comando da recém-criada Brigada Vital de Hussardos (Leib-Husaren-Brigade) de 1901 a 1903, e de 1903 a 1908, comandou a 36ª Divisão em Danzig. 
Sua esposa morreu em 1905 e, dois anos depois, ele se casou com Leonie von der Osten, de 22 anos. Quando Schlieffen se aposentou em 1906, Mackensen foi considerado um possível sucessor, mas o cargo foi para Helmuth Johannes Ludwig von Moltke. Em 1908, Mackensen recebeu o comando do XVII Corpo de Exército, com sede em Danzig.  O príncipe herdeiro foi colocado sob seu comando e o Kaiser pediu a Mackensen que ficasse de olho no jovem e o ensinasse a cavalgar corretamente. 

## Primeira Guerra Mundial

### Frente Oriental

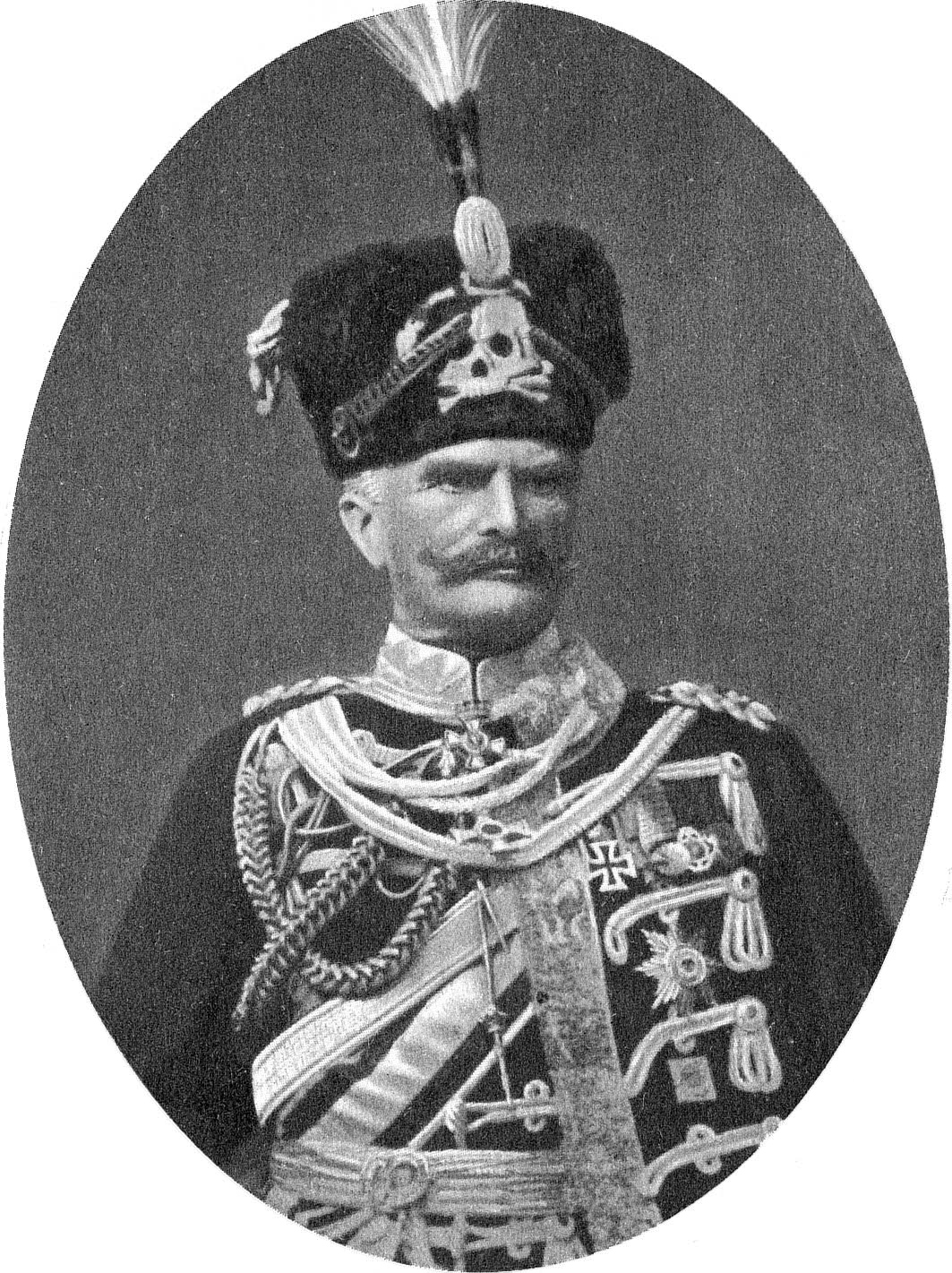
Mackensen em uniforme de hussardo

Com a eclosão da guerra em 1914, Mackensen, de 65 anos, comandou o XVII Corpo de Exército, que se tornou parte do Oitavo Exército Alemão na Prússia Oriental, sob o comando do General Maximilian von Prittwitz, e então, 21 dias depois, sob o comando do General Paul von Hindenburg. Mackensen teve seu corpo saindo em 25km de marcha até o rio Rominte cinquenta minutos após receber suas ordens na tarde de 19 de agosto de 1914, após o Exército Imperial Russo ter invadido a Prússia Oriental.  Ele liderou o XVII Corpo de exército nas batalhas de Gumbinnen (20 de agosto de 1914), Tannenberg (23 a 30 de agosto de 1914) e na Primeira Batalha dos Lagos Masúria (2 a 16 de setembro de 1914), que expulsou os invasores russos da maior parte do Leste da Prússia.
Em 2 de novembro de 1914, Mackensen assumiu o comando do Nono Exército de Hindenburg, que se tornou Comandante Supremo do Leste (Oberbefehlshaber Ost). Em 27 de novembro de 1914, Mackensen foi premiado com o Pour le Mérite, a mais alta ordem militar da Prússia, pelas batalhas bem-sucedidas em torno de Varsóvia e Łódź.
Em abril de 1915, os russos haviam conquistado grande parte do oeste da Galícia e avançavam em direção à Hungria. Em resposta aos apelos desesperados de Viena, o Chefe do Estado-Maior alemão, Erich von Falkenhayn, concordou com uma ofensiva contra o flanco russo por um exército austro-alemão sob um comandante alemão. O relutante comando supremo austro-húngaro concordou que o diplomático Mackensen era a melhor escolha para comandar o exército da coligação. O Grupo de Exércitos Mackensen (Heeresgruppe Mackensen) foi estabelecido, contendo um novo Décimo Primeiro Exército Alemão, também sob seu comando, e o Quarto Exército Austro-Húngaro. Como chefe do Estado-Maior, ele foi designado por Hans von Seeckt, que descreveu Mackensen como um "comandante prático e amigável com instintos de caçador".  Seu grupo de exército, que tinha uma vantagem esmagadora na artilharia, rompeu as linhas russas entre Gorlice e Tarnow e depois continuou para o leste. Nunca dando tempo aos russos para estabelecerem uma defesa eficaz, retomou a maior parte do leste da Galiza, recapturando Przemyśl e Lemberg.  A operação conjunta foi uma grande vitória para as Potências Centrais, que avançaram 310km, e os russos retiraram-se de toda a Polônia pouco depois.
Mackensen recebeu folhas de carvalho por seu Pour le Mérite em 3 de junho de 1915 e foi promovido a marechal de campo em 22 de junho. Ele também recebeu a Ordem da Águia Negra, a ordem de cavalaria de mais alto escalão da Prússia, bem como inúmeras honrarias de outros estados alemães - incluindo a Grã-Cruz da Ordem Militar de Maximiliano José, a mais alta honraria militar do Reino da Baviera, em 4 de junho de 1915 - e dos aliados da Alemanha.

### Campanha Sérvia

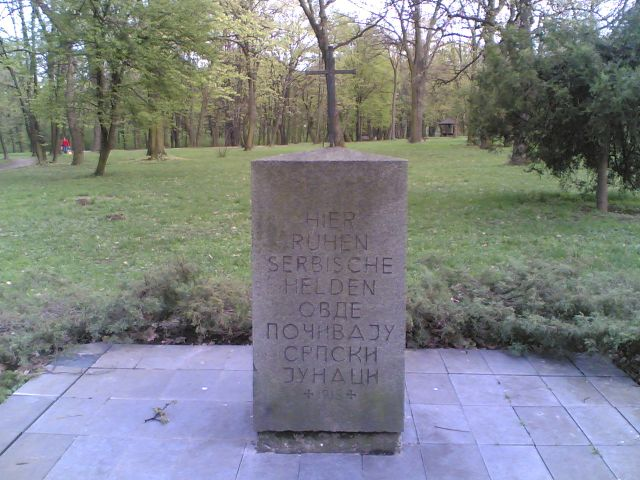
Monumento da Primeira Guerra Mundial erguido por Mackensen aos defensores sérvios de Belgrado. A inscrição diz "Aqui descansam os heróis sérvios" em alemão e sérvio.

Em outubro de 1915, um novo Grupo de Exércitos Mackensen (Heeresgruppe Mackensen, que incluía o Décimo Primeiro Exército Alemão, o Terceiro Exército Austro-Húngaro e o Primeiro Exército Búlgaro), lançou uma campanha renovada contra a Sérvia. A campanha esmagou a resistência militar efectiva na Sérvia, mas não conseguiu destruir o Exército Real Sérvio, metade do qual conseguiu retirar-se para os portos controlados pela Entente na Albânia e, após recuperação e rearmamento pelos franceses e italianos, voltou a lutar na Frente da Macedônia. Quando Mackensen regressou a Viena, foi homenageado com um jantar e uma audiência pessoal com o Imperador Francisco José I da Áustria e foi condecorado com a Cruz de Mérito Militar de 1ª Classe com Diamantes, magnificamente adornada com jóias, um prémio único para um estrangeiro.

Mackensen parece ter tido grande respeito pelo exército sérvio e pelos sérvios em geral. Antes de partir para a frente sérvia em 1915, ele falou aos seus homens: 
Você não irá para a frente italiana, russa ou francesa. Você está entrando em batalha contra um novo inimigo – perigoso, resistente, destemido e afiado. Você está indo para a frente sérvia e para a Sérvia. Os sérvios são pessoas que amam a sua liberdade e que lutarão até ao último homem. Tenha cuidado para que este pequeno inimigo não prejudique sua glória e comprometa seus sucessos.

### Campanha Romena

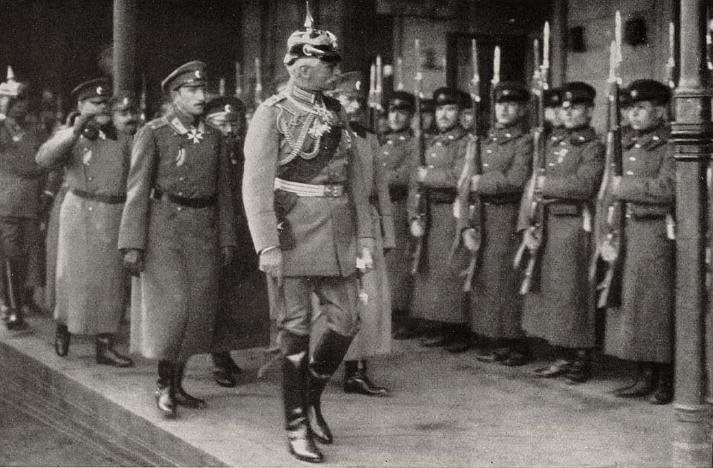
Mackensen revisando as tropas búlgaras seguido pelo Príncipe herdeiro Bóris (c. 1916)

Depois que a Romênia declarou guerra à Áustria-Hungria em 15 de agosto de 1916, Mackensen recebeu o comando de um exército multinacional, com o general Emil von Hell como chefe do Estado-Maior, de búlgaros, otomanos, austro-húngaros e alemães. Reuniu-se no norte da Bulgária e depois avançou para Dobruja. Em 8 de setembro, havia tomado os dois principais fortes na margem direita do Danúbio, o primeiro em um único dia por uma força superada em número pelos sitiados, que foram esmagados pela artilharia de Mackensen.  Então, um grupo de exército alemão e austro-húngaro comandado por Falkenhayn invadiu a Valáquia através da passagem de Vulkan nas montanhas dos Cárpatos da Transilvânia, enquanto Mackensen cruzou o Danúbio tomando cabeças de ponte na margem esquerda para proteger os engenheiros austro-húngaros que construíram o longo ponte flutuante. O exército romeno e os seus aliados russos foram forçados a recuar entre essas pinças. Após três meses de guerra, dois terços da Roménia foram ocupados pelas Potências Centrais. A capital da Roménia, Bucareste, foi capturada pelas Potências Centrais em 6 de dezembro de 1916, no seu 67º aniversário. Ele montou um cavalo branco e mudou-se para o palácio real romeno.  Por esse desempenho, em 9 de janeiro de 1917, Mackensen foi condecorado com a Grã-Cruz da Cruz de Ferro e tornou-se um dos cinco únicos a receber essa honra na Primeira Guerra Mundial. Como ele agora usava todas as medalhas prussianas, o Kaiser decidiu nomear um cruzador de batalha em sua homenagem, que se tornou o primeiro de uma nova classe.  Mackensen tornou-se o governador militar de grande parte da Roménia (principalmente da Valáquia) que estava ocupada pelas Potências Centrais. Ele propôs fazer de um príncipe alemão o rei da Romênia, mas a iniciativa fracassou. A sua última campanha foi uma tentativa de destruir o exército romeno, que tinha sido reorganizado.
Durante a Batalha de Mărăşeşti, ambos os lados sofreram pesadas perdas, mas o Exército Romeno saiu vitorioso. Mackensen afirmou que nunca havia sido derrotado em batalha e certamente foi o general sênior mais bem-sucedido de ambos os lados na Primeira Guerra Mundial. Em dezembro de 1917, o exército russo entrou em colapso e as Forças Armadas Romenas foram forçadas a assinar a Trégua de Focșani, seguido pelo Tratado de Bucareste.
Em 11 de novembro de 1918, a Alemanha assinou um armistício com os Aliados, segundo o qual teve que retirar imediatamente todas as tropas alemãs na Romênia, no Império Otomano, na Áustria-Hungria e no Império Russo de volta ao território alemão e aos Aliados para ter acesso a esses países. 

## Pós-guerra
Após o armistício, ele e os 200 mil homens que liderou de volta para casa foram presos. Foi preso pelos agentes do líder húngaro pró-Entente Mihály Károlyi em Budapeste. Mackensen foi detido numa villa vigiada nos arredores de Budapeste.  Mais tarde, ele foi entregue aos representantes do exército aliado do general Louis Franchet d'Espèrey. Ele foi prisioneiro militar em Futog, Sérvia, até novembro de 1919.  Ele era um dos 896 alemães na lista aliada de acusados de crimes de guerra, que acabou caducando.
Em 1920, Mackensen aposentou-se do exército. Embora se opusesse à conclusão do Tratado de Versalhes e ao recém-criado sistema parlamentar da República de Weimar, ele inicialmente evitou campanhas públicas. Por volta de 1924, mudou de ideia e passou a usar sua imagem de herói de guerra para apoiar grupos monarquistas e nacionalistas. Ele aparecia rotineiramente em seu antigo uniforme do Life Hussars. Ele se tornou muito ativo em organizações pró-militares do movimento revolucionário conservador, particularmente Der Stahlhelm e a Sociedade Schlieffen, que defendia o mito da facada nas costas e endossava abertamente o assassinato do ministro Matthias Erzberger em 1921.

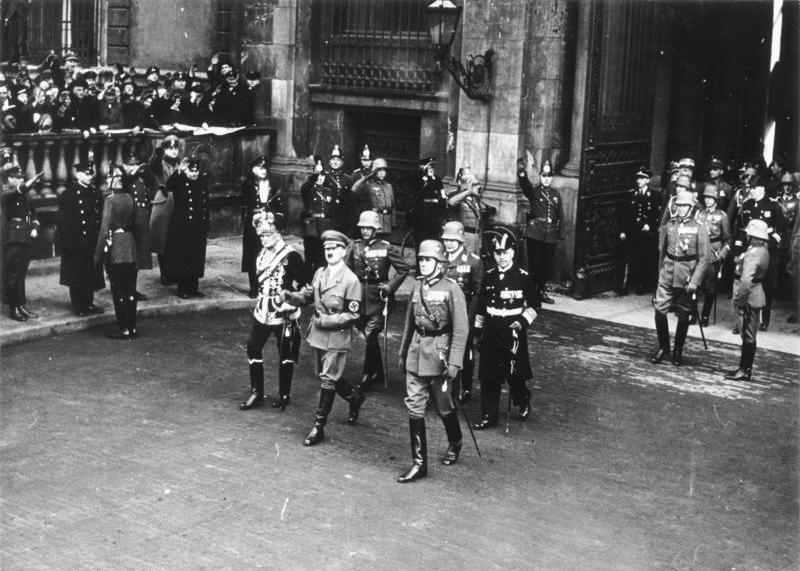
Mackensen e Hitler em 1935 durante o Heldengedenktag em Berlim

Durante as eleições presidenciais alemãs de 1932, Mackensen apoiou Paul von Hindenburg contra Adolf Hitler, cujas habilidades políticas ele, no entanto, admirava.
Depois que Hitler ganhou o poder em janeiro de 1933, Mackensen tornou-se um apoiador visível, embora em grande parte simbólico, do regime nazista. Um ícone visual marcante das tradições prussianas adotadas pelo regime de Hitler, ele apareceu em seu uniforme preto e busto de caveira em eventos públicos organizados pelo governo alemão ou pelo Partido Nazista, como o Dia de Potsdam em 21 de março de 1933. Em 26 de agosto de 1933, o ministro prussiano, presidente Hermann Göring, nomeou Mackensen para o recentemente reconstituído Conselho de Estado da Prússia.  Em 1935, ele esteve ao lado de Hitler nas cerimônias do Heldengedenktag de 16 de março, ou Dia da Memória dos Heróis, celebrando o anúncio público de Hitler de que a Alemanha deixaria de cumprir o Tratado de Versalhes e se rearmaria abertamente.  Uma das visitas cerimoniais de Mackensen o levou a Passau, onde foi recebido como um herói. 
Ocasionalmente ridicularizado como a "peça central do Reich", o rosto feroz de soldado de Mackensen e seu perfil público distinto em seu uniforme preto Life Hussars foram até reconhecidos pela empresa Hausser-Elastolin, que produziu uma figura dele de 7 cm em sua linha de soldados de composição Elastolin.  Sua fama e uniforme familiar deram origem a duas unidades distintas do Terceiro Reich adotando trajes pretos com distintivos Totenkopf: a Panzerwaffe, que reivindicava a tradição da Cavalaria Imperial, e a Schutzstaffel. Em outubro de 1935, o governo conferiu a Mackensen o domínio de Brandemburgo de Brüssow em reconhecimento aos seus méritos.

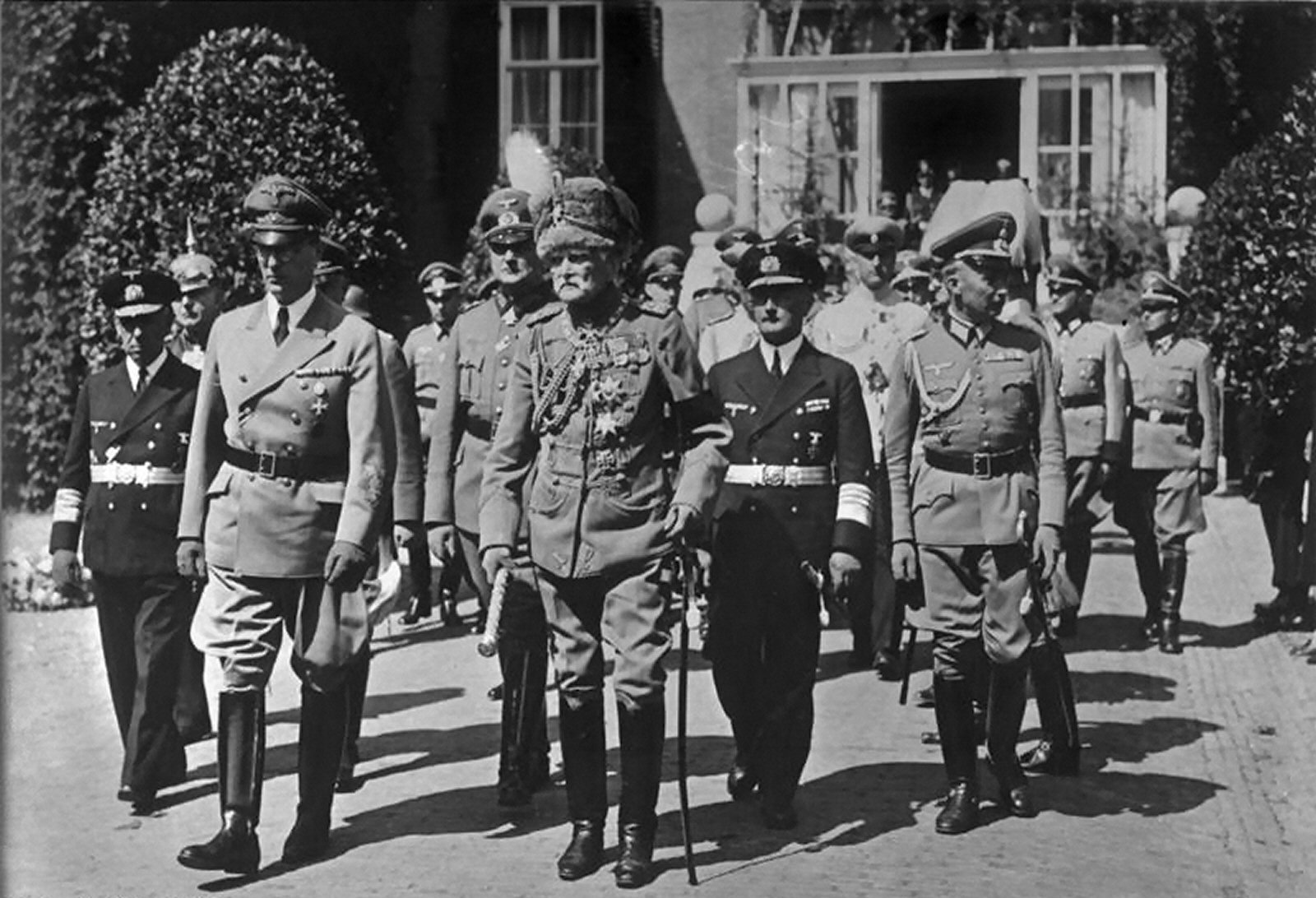
Mackensen no funeral do Kaiser

Apesar do endosso implícito fornecido por suas aparições públicas com altos funcionários nazistas, o relacionamento de Mackensen com os nazistas não era de total aprovação: ele se opôs ao assassinato dos generais Ferdinand von Bredow e Kurt von Schleicher durante o expurgo da Noite das Facas Longas de julho de 1934, às medidas nazistas do Kirchenkampf contra a Igreja Confessante e às atrocidades cometidas durante a invasão da Polônia em Setembro de 1939.

Em 4 de fevereiro de 1940, Mackensen escreveu ao então Generaloberst Walther von Brauchitsch:
À medida que um homem envelhece, ele deve observar cuidadosamente para que a idade não reduza sua criatividade. Depois de completar 90 anos, decidi não me envolver mais em assuntos que não dizem respeito à minha vida privada. No entanto, ainda sou o oficial alemão mais graduado. Muitos recorrem a mim, às vezes com desejos, mas mais frequentemente com as suas preocupações.
Durante estas semanas, a nossa preocupação é com o espírito do nosso Exército único e bem-sucedido. A preocupação resulta dos crimes cometidos na Polónia, saques e assassinatos que ocorrem diante dos olhos das nossas tropas, que parecem incapazes de lhes pôr fim. Uma aparente indiferença tem graves consequências para o moral dos nossos soldados e é prejudicial para a estima do nosso Exército e de toda a nossa nação.

Tenho certeza de que você está ciente desses acontecimentos e que certamente os condena. Estas linhas pretendem transmitir a minha crescente preocupação diária com os relatos que constantemente chegam até mim, e devo pedir-lhe que trate este assunto com a mais alta autoridade. As mensagens que recebo são tão numerosas que muitas vêm de pessoas de alto escalão e de testemunhas. Como oficial mais graduado, não posso guardá-los para mim. Ao transmiti-los a você, cumpro meu dever para com o Exército. A honra do Exército e a estima que lhe é tida não devem ser comprometidas pelas ações de subumanos e criminosos contratados. Salve Vitória (Sieg Heil).
No início da década de 1940, Hitler e Joseph Goebbels suspeitaram de deslealdade de Mackensen, mas abstiveram-se de agir.  Mackensen permaneceu um monarquista convicto e em Junho de 1941 apareceu em uniforme imperial completo no funeral do Kaiser Guilherme em Doorn, nos Países Baixos. 
De acordo com uma reportagem de rádio datada de 15 de abril de 1945, apresentada pelo correspondente da CBS News Larry LeSueur para o World News Today, Mackensen foi brevemente capturado pelo Segundo Exército Britânico em sua casa durante as últimas semanas da Segunda Guerra Mundial. Após a chegada dos britânicos, sem comentar a derrota geral, Mackensen, de 95 anos, limitou-se a pedir aos novos poderes que "trabalhadores estrangeiros libertos" fossem impedidos "de roubar o seu frango". 
Mackensen morreu em 8 de novembro de 1945, aos 95 anos, tendo sua vida abrangedo o Reino da Prússia, a Confederação da Alemanha do Norte, o Império Alemão, a República de Weimar, o regime nazista e a ocupação aliada da Alemanha no pós-guerra. Ele foi enterrado no cemitério de Celle.

## Família

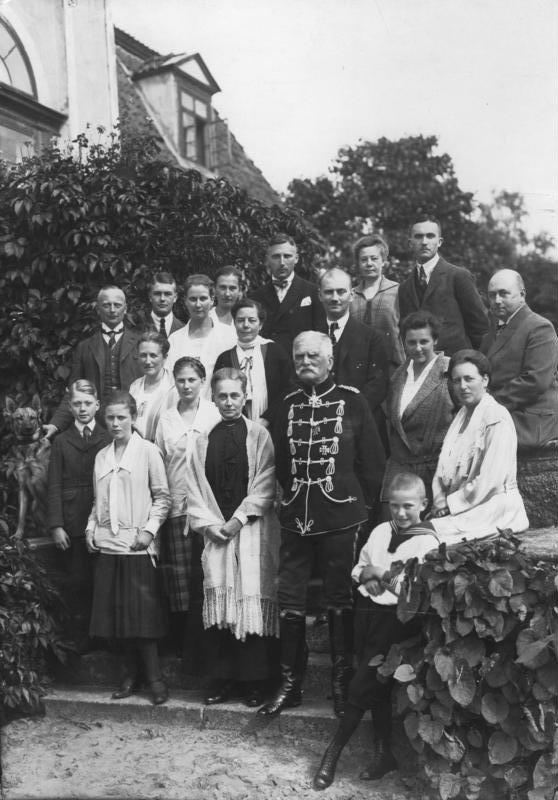
A família de Mackensen em seu 80º aniversário

Em novembro de 1879, Mackensen casou-se com Dorothea von Horn (1854–1905) e tiveram cinco filhos:
- Else Mackensen (1881/2–1888)
- Hans Georg von Mackensen (1883–1947), diplomata
- Manfred von Mackensen (1886–1947)
- Eberhard von Mackensen (1889–1969), Generaloberst , Exército Alemão
- Ruth von Mackensen (1897–1945)

Em 1908, após a morte de sua primeira esposa, Mackensen casou-se com Leonie von der Osten (1878–1963).
Mackensen e sua família eram protestantes luteranos na Igreja Evangélica da Prússia.

## Honras
- Grã-Cruz da Ordem de Francisco José, 1900
- Pour le Mérite (militar), 27 de novembro de 1914 – por seu trabalho na frente russa; com folhas de carvalho, 14 de junho de 1915
- Grã-Cruz da Ordem Militar de Maximiliano José, 4 de junho de 1915
- Grande Comandante da Ordem da Casa Real de Hohenzollern, 1915
- Cavaleiro da Ordem da Águia Negra, agosto de 1915
- Grã-Cruz da Ordem de Santo Estêvão, setembro de 1915
- Cruz de Mérito Militar, 1ª Classe com Diamantes, 6 de dezembro de 1915
- Comendador da Ordem Militar de Santo Henrique, 1.ª Turma, 6 de dezembro de 1915
- Grã-Cruz da Cruz de Ferro, 9 de janeiro de 1917
- Cruz de Ferro 2ª Classe 1870 Versão com folhas de carvalho comemorativas ostentando o número 25 em comemoração ao 25º aniversário da vitória alemã na guerra Franco-Prussiana dada a todos os destinatários da Cruz de Ferro 2ª Classe de 1870
- Cruz de Ferro 1ª Classe Versão 1914
- Grã-Cruz da Ordem de Santo Alexandre, com Diamantes
- Grã-Cruz da Ordem Militar de Maria Teresa, 26 de março de 1918
- Ordem de Osmanieh, 2ª Classe [31]
- Ordem do Medjidie, 1ª Classe [31]
- Comendador da Ordem do Mérito de Filipe, o Magnânimo, 2.ª Classe [31]
- Cruz do Grande Comandante da Ordem do Grifo [31]
- Comendador da Ordem do Leão de Zähringer, 1ª Classe, com Folhas de Carvalho [31]
- Comandante da Ordem da Coroa de Württemberg [31]
- Cavaleiro da Ordem de Santa Ana, 1ª Classe [31]

A Universidade de Halle-Wittenberg nomeou-o Doutor Honorário em Ciências Políticas e a Universidade de Tecnologia de Gdańsk concedeu-lhe o título de Doktoringenieur.
O Cruzador Classe Mackensen, em homenagem a Mackensen, foi a última classe de cruzadores de batalha a ser construída pela Alemanha na Primeira Guerra Mundial. O navio líder, SMS Mackensen, foi lançado em 21 de abril de 1917.
Mackensen foi cidadão honorário de muitas cidades, como Danzig, Heilsberg, Buetow e Tarnovo. Em 1915, a recém-construída vila rural de Mackensen, na Pomerânia, recebeu seu nome. Em várias cidades, as ruas receberam o seu nome. Em 1998, a Mackensenstraße no distrito de Schöneberg, em Berlim, foi renomeada como Else-Lasker-Schüler-Straße, com base na afirmação de que Mackensen foi um dos "pioneiros do nacional-socialismo". 